# Acy-Romance
Acy-Romance település Franciaországban, Ardennes megyében. Lakosainak száma 490 fő (2022. január 1.). Acy-Romance Avançon, Barby, Nanteuil-sur-Aisne, Rethel, Sault-lès-Rethel és Tagnon községekkel határos.

## Népesség
A település népességének változása:
| Lakosok száma | 488  | 484  | 472  | 483  | 444  | 441  | 446  | 467  | 469  | 490  |
|               | 1968 | 1982 | 1990 | 2006 | 2013 | 2015 | 2017 | 2019 | 2020 | 2022 |